# Chaumont-le-Bois
Chaumont-le-Bois is een gemeente in het Franse departement Côte-d'Or (regio Bourgogne-Franche-Comté) en telt 81 inwoners (2024). De plaats maakt deel uit van het arrondissement Montbard.

## Geografie
De oppervlakte van Chaumont-le-Bois bedraagt 7,4 km², de bevolkingsdichtheid is dus 11,5 inwoners per km².
De onderstaande kaart toont de ligging van Chaumont-le-Bois met de belangrijkste infrastructuur en aangrenzende gemeenten.

## Demografie
Onderstaande figuur toont het verloop van het inwonertal (bron: INSEE-tellingen).

## Bekende inwoners
De bekendste inwoonster is Godelieve Rosselle (meisjesnaam Vanwildemeersch), bekend door het liedje la belle Rosselle de Chaumont-le-Bois van de Vlaamse zanger Willem Vermandere.
Deze dame was als kind met haar familie gevlucht in WO I naar Frankrijk en huwde er met Jules Rosselle (1901-1971) die haar buurjongen was in Poelkapelle. Zij woonde op een hoeve in de Rue Fougue 22 te Chaumont-le-Bois. Ze overleed op 21 juli 1995 toen ze 89 was en werd begraven in dit dorpje. Om de 2 jaar wordt er een optreden door Willem Vermandere gegeven ter ere van La Belle Rosselle.
Maurice Lebrun was een dorpsgenoot die samen met Charles De Gaulle hielp Parijs bevrijden in 1944. Later kreeg hij hiervoor de medaille Légion d'Honneur. De man stierf in 2021 op 99-jarige leeftijd.